# Рюжа
Рю́жа (рю́за) — риболовне знаряддя, застосоване в гирлах Північної Двіни для літньої і зимової ловлі сигів та іншої дрібної риби; будовою нагадує ятір, з 11-17 обручами.
Назва знаряддя (рос. рюжа, рюза) походить або від карел. rüžä, або від фін. rysä, або від ест. rüza (верша), що сходять до швед. rysja або норв. rûsa, rŷsa, rysja.
Використовувалося 4 види рюжей в залежності яку рибу ловили:
- Наважина
- Білориб'яча (на сигів, камбалу й корюшку)
- Оселедцева
- Сьомжина